# Парламентські вибори в Сан-Марино 1993
Парламентські вибори в Сан-Марино пройшли 13 травня 1993 року.
У 1990 році Комуністична партія була реформована у Демократичну прогресивну партію, від якої в 1992 році відкололася частина членів, які заснували Сан-Маринське комуністичне перезаснування.
Християнсько-демократична партія знову стала найбільшою партією парламенту, отримавши 26 місць. Явка склала 80%. 

## Результати
| Партія                                   | Голоси | %    | Місць | +/–  |
| ---------------------------------------- | ------ | ---- | ----- | ---- |
| Християнсько-демократична партія         | 9 010  | 41,4 | 26    | -1   |
| Соціалістична партія                     | 5 167  | 23,7 | 14    | +7   |
| Демократична прогресивна партія          | 4 046  | 18,6 | 11    | нова |
| Народний альянс демократів за республіку | 1 676  | 7,7  | 4     | нова |
| Демократичний рух                        | 1 148  | 5,3  | 3     | нова |
| Комуністичне відродження Сан-Марино      | 731    | 3,4  | 2     | нова |
| Недійсних/порожніх бюлетенів             | 859    | –    | –     | –    |
| Всього                                   | 22 637 | 100  | 60    | 0    |
| Зареєстрованих виборців/ Явка            | 28 285 | 80,0 | –     | –    |
| Джерело: Nohlen & Stöver                 |        |      |       |      |